# Karikó Teréz
Karikó Teréz (Budapest, 1932. március 31. – 2021. november 8.) Liszt Ferenc-díjas operaénekes (drámai szoprán), a Szegedi Nemzeti Színház örökös tagja.

## Életpályája
Budán született, gyermekkorát is itt töltötte.
Énektanulmányait 1956–1960 között a Zeneakadémián, az opera tanszakon végezte Lendvai Andor, majd Hoór Tempis Erzsébet tanítványaként. Tanulmányait 1959–60-ig állami ösztöndíjjal Rómában folytatta, a Santa Cecilia Akadémián, Salvatore di Tommasonál, Tito Schipa irányításával. Hangját a pályakezdő Callaséhoz hasonlították. Operára és filmre vonatkozó szerződésajánlatot kapott Rómában, ám ő – magánéleti okokból (hogy elváljon férjétől, Breitner Tamás karmestertől) – mégis visszatért Magyarországra. Idehaza Vaszy Viktor karmester, zeneszerző és színházszervező megkeresésére az 1960–1961-es évadtól a Szegedi Nemzeti Színházhoz szerződött.
Szegeden Desdemona és Tatjana szerepében debütált. Ezt követően operafőszerepek sora várta, s rövidesen a színház vezető drámai szopránjává vált. Nagyobb sikereit elsősorban Verdi, Puccini és Wagner opera-hősnőiként érte el, de repertoárja ennél szélesebb spektrumot fogott át. Művészi alakításai ismertté váltak Magyarországon a televízió és a rádió közvetítései révén. Neve összeforrt Vaszy Viktor szegedi tevékenységének második, nagy korszakával.
1987-ig a Szegedi Nemzeti Színház magánénekese volt. Beugróként gyakran szerepelt a Magyar Állami Operaház, valamint az Erkel Színház operaelőadásaiban is. 1974–79 között a KISZ Központi Művészegyüttesének szólistájaként Berki Béla zenekarával több országban is járt (Amerikai Egyesült Államok, Kanada, Mexikó, Guatemala stb.), virágénekeket, székely népballadákat, Bartók és Kodály népdal-feldolgozásait énekelve.
1974. december 10-én, az Emberi Jogok Napján hangversenyen lépett föl a New York-i ENSZ-palotában, melyet követően Kurt Waldheim, ENSZ-főtitkár és felesége fogadást adott a részt vevő művészek tiszteletére. A Magyarok Világszövetségével Angliában, Franciaországban és Ausztriában vendégszerepelt.
Aktív éneklése ideje alatt hat éven keresztül tanított a Szegedi Zeneművészeti Főiskola Énektagozatán. 1992-től A Szegedi Nemzeti Színház Örökös Tagja, 2012-ig énekmestere. Pályafutásáról, művészetéről 2006-ban könyv jelent meg Gyémánt Csilla, Kovács Ágnes és Pacsika Emília tollából, Karikó Teréz, a szegedi operajátszás csillaga címmel.

## Művészete
Tokody Ilona, Kossuth-díjas Kiváló Művész, az Operaház magánénekese így nyilatkozott Karikó Terézről: „Lenyűgözött fantasztikus vivőerejű szopránja, különös, olaszos hangszíne. Számtalan szerepben láthattam Szegeden, de a mennyei hangú, átszellemült Angelicaként valósággal beterített, elvarázsolt ez a bársonyos, melegszínű hang. És jelenség volt a színpadon...”[forrás?]
Littay Gyula levele Karikó Terézhez (részlet):„...amit te hosszú éveken át varázsoltál, csak csodálni lehet, és hogy a szegedi operakultúra olyan magas szintű volt, amit még egyszer soha nem fog elérni, az legelsősorban a te sokak által és oly sokszor megcsodált éneklésed, művészeted érdeme. Igen, ez így igaz akkor is, ha ezzel nem akarom ugyanakkor vitatni Vaszy nagyszerű erényeit, érdemeit.”[forrás?]

## Főbb munkái

### Opera-szerepek
- Beethoven: Fidelio – Leonóra
- Bizet: Carmen – Micaela
- Borogyin: Igor herceg – Jaroszlavna
- Csajkovszkij: 
  - Anyegin – Tatjana; Filipjevna, a dajka
  - A pikk dáma – Liza
- Eugen d’Albert: A hegyek alján – Nuri
- Werner Egk: Peer Gynt – Ingrid
- Gottfried von Einem: Danton halála – Lucille
- Erkel: Hunyadi László – Hunyadi Mátyás
- Jakov Gotovac: Ero – Djula
- Gounod: Faust – Márta
- Paul Hindemith: Mathis, a festő – Ursula
- Leoncavallo: Bajazzók – Nedda
- Mascagni: Parasztbecsület – Lola
- Mozart:
  - A varázsfuvola – 1. udvarhölgy
  - Don Giovanni – Donna Elvira
  - Figaro házassága – Grófné
  - Idomeneo – Ilia
- Muszorgszkij: Borisz Godunov – Marina Mnisek, a szandomiri vajda lánya
- Németh Amadé: Villon – Kövér Margó
- Jacques Offenbach: Hoffmann meséi – Giulietta
- Prokofjev: Három narancs szerelmese – Fata Morgana
- Puccini:
  - A köpeny – Georgette
  - Angelica nővér – címszerep
  - A Nyugat lánya – Minnie
  - Bohémélet – Musette
  - Gianni Schicchi – Nella
  - Manon Lescaut – címszerep
  - Pillangókisasszony – Cso-cso-szán
  - Tosca – címszerep
- Ravel: Toledoi pásztoróra – Concepcion
- Rossini:A sevillai borbély – Berta
- Smetana: Az eladott menyasszony – Háta
- Richard Strauss: A rózsalovag – Tábornagyné
- Szokolay Sándor: Vérnász – Szomszédasszony
- Telemann: A türelmes Szókratész – Amitta
- Verdi:
  - Aida – címszerep; Főpapnő
  - A szicíliai vecsernye – Elena hercegnő
  - A trubadúr – Leonóra; Inez
  - A végzet hatalma – Leonora di Vargas
  - Az álarcosbál – Amélia
  - Don Carlos – Erzsébet
  - Falstaff – Alice
  - Johanna – címszerep
  - Macbeth – Lady Macbeth
  - Nabucco – Abigél
  - Otello – Desdemona
  - Traviata – Annina
- Wagner:
  - Lohengrin – Brabanti Elza
  - Tannhäuser – Erzsébet

### Oratóriumok
- Beethoven: IX. szimfónia
- Debussy: Lírikus kantáta
- Honegger: Dávid király
- Kodály: Budavári Te Deum
- Liszt Ferenc: Szent Erzsébet legendája
- Mozart: Requiem
- Sugár: Hősi ének
- Verdi: Requiem

### Egyéb zenei művek
- Beethoven-, Brahms-, Liszt-, Schubert-, Schumann- és Wagner-dalok
- Bartók és Kodály népdal-feldolgozásai
- Virágénekek, székely népballadák, nóták.

## Díjai
- Liszt Ferenc-díj (1965)
- Juhász Gyula-díj (1987)
- Bartók–Pásztory-díj – a szegedi operatársulat tagjaként (1989)
- A Szegedi Nemzeti Színház Örökös Tagja (1992)
- Szegedért Alapítvány Művészeti Kuratóriumának díja (1996)
- Dömötör-díj életművéért (2002)
- Magyar Köztársasági Arany Érdemkereszt (2010)[3]
- Szeged Város Alkotói Díja
- A Magyar Művészeti Akadémia Színházművészeti Tagozatának különdíja (2016)